# Kenny Sargent

78er des Casa Loma Orchestra: Der Rodgers und Hart-Song Blue Moon mit Kenny Sargent

Kenneth „Kenny“ Sargent (* 1906; † 1969) war ein US-amerikanischer Swing-Musiker (Gesang, Saxophon) und Hörfunkmoderator, der vor allem in den 1930er Jahren als Balladensänger im Casa Loma Orchestra bekannt war. 

## Leben und Wirken
Sargent arbeitete Ende der 1920er Jahre bei Francis Craig und Blue Steele; landesweite Bekanntheit erlangte er ab 1931 durch seine Mitgliedschaft im Casa Loma Orchestra, in dem er auch Saxophon spielte. Als Bandsänger war er Anfang der 1930er Jahre an den Hits der Band beteiligt wie Under a Blanket of Blue (1933, #6), Spellbound (1934, #10), I Never Had a Chance (1934, #6), Moonglow (1934, #8) oder The Champagne Waltz (1934, # 7). Einen ersten Nummer-1-Hit hatten Sargent und das Casa Loma Orchestra mit dem Rodgers & Hart-Song Blue Moon, der acht Wochen in den Charts blieb. Im Februar 1935 konnten sie an diesen Erfolg anknüpfen mit dem Titel When I Grow Too Old to Dream, der vier Wochen auf #1 blieb. Weitere Erfolgstitel in den 1930ern waren With All My Heart (1936, #9), I've Got My Heart Set on You (1937, #17), Sweet As a Song (1938, #19), der spätere Jazzstandard You Go to My Head (1938, #9) und zuletzt Don’t Get Around Much Anymore (1943, #8).
1943 verließ er das Casa Loma Orchestra, um eine Karriere als Discjockey zu beginnen. In den 1950er Jahren war er für seine Sendungen im Raum Dallas, Texas bekannt, die von den Radiostationen KLIF und WRR ausgestrahlt wurden.

## Diskographischer Hinweis
- Kenny Sargent with Glen Gray and the Casa Loma Orchestra: Kenny Sargent – The Big Bands' Vocalists (A Jazz)